# Claopodium crispifolium
Claopodium crispifolium är en bladmossart som beskrevs av Ferdinand François Gabriel Renauld och Jules Cardot 1893. Claopodium crispifolium ingår i släktet Claopodium och familjen Thuidiaceae. Inga underarter finns listade i Catalogue of Life.